# Homalium dentatum
Homalium dentatum là một loài thực vật có hoa trong họ Liễu. Loài này được Warb. mô tả khoa học đầu tiên năm 1893.